# Heradida minutissima
Espèce
Heradida minutissima est une espèce d'araignées aranéomorphes de la famille des Zodariidae.

## Distribution
Cette espèce est endémique de Tanzanie. Elle se rencontre dans le parc national de Mkomazi à Ibaya et Kisima.

## Description
Le mâle holotype mesure 1,50 mm et la femelle paratype 1,75 mm.

## Publication originale
- Russell-Smith & Jocqué, 2015 : New Zodariidae (Araneae) from Mkomazi Game Reserve, Tanzania. African Invertebrates, vol. 56, no 2, p. 455-476 (texte intégral).